# Petit Attiches
Petit Attiches is een gehucht in de Franse gemeente Attiches in het Noorderdepartement. Het ligt ruim een halve kilometer ten zuiden van het dorpscentrum van Attiches. Ten zuidwesten van Petit Attiches ligt het Bos van Phalempin.

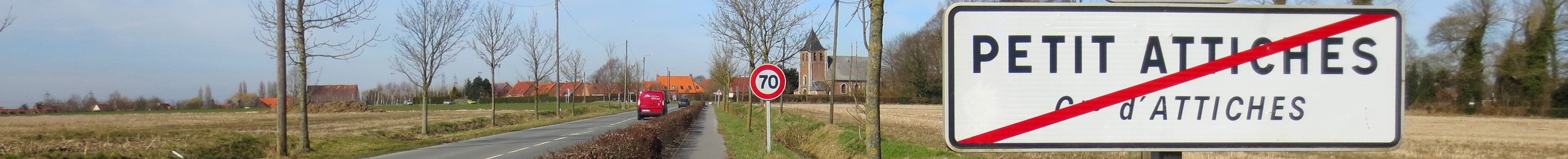
Plaatsnaambord bij verlaten Petit-Attiches richting Attiches-centrum

## Geschiedenis
De 18de-eeuwse Cassinikaart toont hier de plaatsnaam Pt Attiches, aan de rand van het Bos van Phalempin, dat wordt weergegeven als het Bois du Roy. De 19de-eeuwse Carte de l'état-major toont het gehucht Ptit Attiches.